# 2. općinska nogometna liga Virovitica 1987./88.
"2. općinska nogometna liga Virovitica" za sezonu 1987./88. je bila liga osmog stupnja nogometnog prvenstva SFRJ. 
 
Sudjelovalo je ukupno 13 klubova, a prvak je bio "Proleter" iz Bušetine. 

## Ljestvica
| mj. | klub                                                | ut. | pob. | ner. | por. | gol+ | gol- | bod | bod- |
| --- | --------------------------------------------------- | --- | ---- | ---- | ---- | ---- | ---- | --- | ---- |
| 1.  | Proleter Bušetina                                   | 24  | 22   | 1    | 1    | 109  | 20   | 45  |      |
| 2.  | Bilogora Špišić Bukovica                            | 24  | 22   | 1    | 1    | 108  | 23   | 45  |      |
| 3.  | Graničar Majkovac Podravski                         | 24  | 15   | 5    | 4    | 97   | 39   | 35  |      |
| 4.  | Dinamo Kapela Dvor                                  | 24  | 13   | 2    | 9    | 72   | 50   | 28  |      |
| 5.  | Sloga Dugo Selo Lukačko                             | 24  | 11   | 2    | 11   | 50   | 44   | 24  |      |
| 6.  | Banija Sokolac Podravski                            | 24  | 12   | 1    | 11   | 51   | 47   | 24  | -1   |
| 7.  | Brana Bačevac                                       | 24  | 10   | 3    | 11   | 50   | 88   | 23  |      |
| 8.  | Viržinija Brezovica                                 | 24  | 9    | 3    | 12   | 52   | 38   | 20  | -1   |
| 9.  | Budućnost/Slaven (Karađorđevo Gradinsko – Detkovac) | 24  | 8    | 2    | 14   | 38   | 53   | 17  | -1   |
| 10. | Mladost Vukosavljevica                              | 24  | 5    | 1    | 18   | 26   | 123  | 10  | -1   |
|     | Slavonac Pčelić                                     | 24  | 7    | 3    | 14   | 36   | 63   | 16  | -1   |
|     | Plavi Jugovo Polje                                  | 24  | 6    | 2    | 16   | 32   | 97   | 12  | -2   |
|     | Mladost Naudovac                                    | 24  | 6    | 0    | 18   | 29   | 83   | 10  | -2   |

- "Proleter" Bušetina prvak radi bolje gol-ralike
- "Slavonac" Pčelić, "Plavi" Jugovo Polje i "Mladost" Naudovac isključeni pri kraju prvenstva. Preostale utakmice dodijeljene protivniku rezultatom 3:0
- Karađorđevo Gradinsko – danas dio naselja Detkovac
- Majkovac Podravski – danas dio naselja Žlebina
- Sokolac Podravski – tadašnji naziv za Vladimirovac

## Rezultatska križaljka
| kratica | klub                                                | BAN | BIL | BRA | BUDS | DIN | GRA | MLAV | PRO | SLO | VIR | MLAN | PLA | SLA |
| --- | --------------------------------------------------- | --- | --- | --- | ---- | --- | --- | ---- | --- | --- | --- | ---- | --- | --- |
| BAN | Banija Sokolac Podravski                            |     |     |     |      |     |     |      |     |     |     |      |     |     |
| BIL | Bilogora Špišić Bukovica                            |     |     |     |      |     |     |      |     |     |     |      |     |     |
| BRA | Brana Bačevac                                       |     |     |     |      |     |     |      |     |     |     |      |     |     |
| BUDS | Budućnost/Slaven (Karađorđevo Gradinsko – Detkovac) |     |     |     |      |     |     |      |     |     |     |      |     |     |
| DIN | Dinamo Kapela Dvor                                  |     |     |     |      |     |     |      |     |     |     |      |     |     |
| GRA | Graničar Majkovac Podravski                         |     |     |     |      |     |     |      |     |     |     |      |     |     |
| MLAV | Mladost Vukosavljevica                              |     |     |     |      |     |     |      |     |     |     |      |     |     |
| PRO | Proleter Bušetina                                   |     |     |     |      |     |     |      |     |     |     |      |     |     |
| SLO | Sloga Dugo Selo Lukačko                             |     |     |     |      |     |     |      |     |     |     |      |     |     |
| VIR | Viržinija Brezovica                                 |     |     |     |      |     |     |      |     |     |     |      |     |     |
| MLAN | Mladost Naudovac                                    |     |     |     |      |     |     |      |     |     |     |      |     |     |
| PLA | Plavi Jugovo Polje                                  |     |     |     |      |     |     |      |     |     |     |      |     |     |
| SLA | Slavonac Pčelić                                     |     |     |     |      |     |     |      |     |     |     |      |     |     |
| |                                                     |     |     |     |      |     |     |      |     |     |     |      |     |     |
| podebljan rezultat - utakmice od 1. do 13. kola (1. utakmica između klubova) rezultat normalne debljine - utakmice od 14. do 26. kola (2. utakmica između klubova) rezultat nakošen - nije vidljiv redoslijed odigravanja međusobnih utakmica iz dostupnih izvora rezultat smanjen * - iz dostupnih izvora nije uočljiv domaćin susreta prekrižen rezultat - poništena ili brisana utakmica p - utakmica prekinuta 3:0 p.f. / 0:3 p.f. - rezultat 3:0 bez borbe n.i. - nije igrano |                                                     |     |     |     |      |     |     |      |     |     |     |      |     |     |

 Izvori: